# Nathalie Radisse
Nathalie Radisse (1896-1973) was een Frans pianiste. Ze huwde later Paul Kaul, violist.
Zij kwam uit een muzikale familie, haar zusters Madeleine Radisse en Lucienne Radisse speelden respectievelijke viool en cello. Zelf kreeg ze les aan het Conservatorium van Parijs. Nathalie gaf les aan het conservatorium van Straatsburg. Haar loopbaan als concertpianiste werd verstoord door de Eerste Wereldoorlog. Ze speelde toen voornamelijk in Denemarken, Noorwegen en Zweden. Ze trad in Parijs onder meer op met het Orchestre Pasdeloup, maar concerteerde ook in Wenen. Op 30 september 1918 begeleidde ze Carl Nordberger in diens uitvoering van de Vioolsonate van Claude Debussy. In Parijs speelde ze in 1926 samen met Marcelle Herrenschmidt het Pianoconcert voor twee piano’s van Wolfgang Amadeus Mozart.    7 december 1932 verzorgde Nathalie de première van het Pianoconcert van Natanael Berg in Stockholm, Dat pianoconcert werd ingeschat als zijnde van Maurice Ravel. Op 29 september 1947 was ze samen met haar man te horen tijdens een concert in de Bachzaal in het oude gebouw van het Conservatorium van Amsterdam .
Guy Ropartz droeg zijn Esquisse pour piano: La nonchalante aan haar op. Emile-Robert Blanchet deed hetzelfde met zijn 10 nouvelles etudes nr. 2 Legato e veloce. Isidor Philipp droeg zijn Impromptu opus 100 aan haar op.
De Zweedse componist/pianist Viking Dahl heeft enige tijd les van haar gehad rond 1920.    
Van Nathalie zijn enige opnamen bewaard gebleven, meest via het Franse platenlabel Odéon. Ze is echter op een andere manier vereeuwigd; Axel Sjöberg schilderde haar spelende op de piano.
- International Standard Name Identifier: 0000 0003 8269 9283
- Library of Congress Control Number: n2012060374
- Virtual International Authority File: 266324795
- WorldCat: E39PBJtH44KyFfQTvt48GqKWXd